# Уерто (Уеска)
Уерто (ісп. Huerto) — муніципалітет в Іспанії, у складі автономної спільноти Арагон, у провінції Уеска. Населення — 278 осіб (2009).
Муніципалітет розташований на відстані близько 340 км на північний схід від Мадрида, 30 км на південний схід від Уески.
На території муніципалітету розташовані такі населені пункти: (дані про населення за 2009 рік)
- Уерто: 218 осіб
- Усон: 34 особи
- Вента-де-Бальєріас: 20 осіб

## Демографія
Динаміка населення (INE ):